# 長尾顕忠
長尾 顕忠（ながお あきただ）は、室町時代後期から戦国時代にかけての武将。山内上杉家の家宰。総社長尾氏6代当主。

## 略歴
5代当主・長尾忠景の嫡男として誕生。上杉房顕か顕定から偏諱を受けたとみられている。文明12年（1480年）、秩父郡にて上杉軍の将として長尾景春と交戦（「太田道灌状」）する。程なく総社長尾氏の家督を継いだとみられている。長享元年（1487年）からの長享の乱の時には山内上杉家の家宰として同軍の中核となり、上杉朝良・伊勢宗瑞らと戦う。晩年は武蔵国杉山城を居城にした可能性がある。
永正2年（1505年）に京都の三条西実隆に和歌の添削を依頼していることが知られているが、他にも万里集九・猪苗代兼載など多くの文化人と交流があった。程なく没したとみられるが、永禄6年1月9日（「惣社長尾系図」）・永正2年1月7日（「赤城神社年代記録」）は誤りで、「永禄」は「永正」の誤記であるとみられている。男子がいなかったため、甥・長尾顕方が娘婿として家督を継承した。